# Park Se-jong
 (février 2013).
Si vous disposez d'ouvrages ou d'articles de référence ou si vous connaissez des sites web de qualité traitant du thème abordé ici, merci de compléter l'article en donnant les références utiles à sa vérifiabilité et en les liant à la section « Notes et références ».
Park Se-Jong (박세종) est un acteur sud-coréen né le 7 décembre 1997.

## Filmographie
- 2009 : Paju[1]
- 2009 : Don't Step Out of the House / Nammaeui Jib
- 2011 : End of Animal / Jimseungwei Ggeut

## Télévision
- 2006 - 2007 : The King Dae Joyoung / Dae Jo Young
- 2007 - 2008 : Lee San, Wind of the Palace / Yi San